# Whispering Death – „Der flüsternde Tod“
Whispering Death – „Der flüsternde Tod“, häufig unter dem Kurztitel Der flüsternde Tod geführt, ist ein deutsch-britischer Spielfilm aus dem Jahre 1975 von Jürgen Goslar mit James Faulkner, Christopher Lee, Trevor Howard und Horst Frank in starker Maskierung als „Flüsternder Tod“ in den Hauptrollen. Der Geschichte liegt der Roman „The Whispering Death“ des rhodesischen Schriftstellers Daniel Carney (1944–1987), der selbst einst bei der britischen Kolonialpolizei British South Africa Police gedient hatte, zugrunde.

## Handlung
In Rhodesien, zur Zeit der britischen Kolonialherrschaft und der Rassentrennung. Der auf dem Lande wohnende Polizeioffizier Terick blickt erwartungsfroh auf das nahe Ende seiner Polizeikarriere und freut auf sein zukünftiges Leben, das er mit seiner Verlobten Sally auf der eigenen Farm verbringen möchte. Als Terick mit seinen Kollegen seinen Abschied feiert und deshalb über Nacht nicht daheim ist, rotten sich eine Reihe von schwarzen, terroristischen Guerillas unter der Führung eines mysteriösen Schwarzenalbinos namens „Der flüsternde Tod“ zusammen und überfallen Tericks Farm. Während der Mob plündert und brandschatzt, vergewaltigt der genetisch missgebildete Anführer Sally und ermordet sie anschließend. Fassungslos muss der heimkehrende Terick mit ansehen, welche Bluttat die Terroristen begangen und welche Spur der Verwüstung sie hinterlassen haben. Von tiefem Schmerz gepeinigt, sinnt Terick nur noch auf Rache. Hasserfüllt stellt er nun mit seinen von dem Vormann Katchemu angeführten Farmarbeitertrupp den schwarzen Verbrechern nach. Tericks Männer erfahren später, dass sich die Guerilla des „Flüsternden Tods“ in der folgenden Nacht mit zahlreichen Dorfbewohnern zu einem rituellen Treffen einfindet, um sich gegen die weißen Herren im Land weiter aufzuputschen. Terick plant, diese angesetzte Versammlung für einen Hinterhalt zu nutzen, um schließlich den „Flüsternden Tod“ gefangen nehmen oder töten zu können. Als jemand aus Tericks Gruppe vorzeitig das Feuer eröffnet, werden anstatt der schwarzen Mörder auch einige der unschuldigen Dorfbewohner getötet. Der „Flüsternde Tod“ und seine Leute entkommen.
Die rhodesische Kolonialregierung ist empört über diesen Zwischenfall und fordert Tericks ehemaligen Chef Bill auf, diesen Fall mit aller Härte zu verfolgen und seinen ehemals Untergebenen zur Rechenschaft zu ziehen. Man findet nämlich, dass Terick durch seine als „unverantwortlich“ gegeißelte Selbstjustizaktion die Bemühungen der rhodesischen Apartheidregierung torpediert habe, einen Burgfrieden zwischen den staatlichen Sicherheitskräften und der schwarzen Mehrheitsbevölkerung zu schließen. Bill ordnet daraufhin an, auf Terick Jagd zu machen, doch diesem Befehl wird nur hinhaltend nachgekommen – zu viele Kollegen haben für die Aktion ihres Kumpels Terick vollstes Verständnis und sind überdies frustriert, nicht den schwarzen Terroristen und ihrem Anführer nachstellen zu dürfen. Die meisten der Polizisten missachten den Befehl und kehren in ihre Häuser zurück. Daraufhin wird Bill von staatlicher Seite eine von Captain Turnbull angeführte Eliteeinheit zur Seite gestellt.
Der „Flüsternde Tod“ und seine Leute haben sich derweil ins Grenzgebiet des nahen Auslands abgesetzt und dort Zuflucht gefunden. Doch Terick und Katchemu, ein ausgezeichneter Spurenleser, bleiben den Terroristen auf den Fersen. Als ein Guerillakämpfer in ihre Hände gerät, ist es jedoch nicht Terick, sondern der Eingeborene Katchemu, der diesen foltert, um Informationen aus ihm herauszubekommen. Schließlich kommt es zu einer Reihe von Scharmützeln zwischen Terick und Katchemu einerseits und dem „Flüsternden Tod“ und seinen Mannen andererseits, bis nur noch die beiden Protagonisten übrig sind. Nun stehen sich der ehemalige Polizeioffizier Terick und der Vergewaltiger und Mörder seiner Braut, „Flüsternder Tod“, gegenüber. Auf nacktem Fels kommt es zum Kampf Mann gegen Mann. Terick schießt zweimal auf seinen Gegenspieler, dann ersticht er ihn und tritt ihn den Felsabhang hinunter. Am darauffolgenden Morgen hat die rhodesische Spezialeinheit Terick eingeholt. Der einzige Überlebende des Gemetzels ist jedoch offensichtlich nicht mehr ganz bei Sinnen, der Schmerz über den Verlust und sein von Hass getriebener Rachefeldzug haben Tericks Sinne verwirrt. Im Fieberwahn spricht er mit Sally. Als er in diesem Zustand aus einer Höhle herauskommt, zu seinem Gewehr greift und die Soldaten sich bedroht fühlen, wird er erschossen.

## Produktionsnotizen
Der flüsternde Tod entstand vor Ort in Rhodesien und feierte am 15. März 1976 in München Premiere.
Die ausufernden Gewaltszenen führten dazu, dass der Film von 1983 bis Jahresbeginn 2008 auf dem Index der Bundesprüfstelle stand.

## Synchronisation
| Rolle             | Darsteller      | Synchronsprecher    |
| ----------------- | --------------- | ------------------- |
| Terick            | James Faulkner  | Christian Brückner  |
| Bill              | Christopher Lee | Christian Marschall |
| Sally             | Sybil Danning   | Viktoria Brams      |
| „Flüsternder Tod“ | Horst Frank     | Horst Frank         |
| Johannes          | Trevor Howard   | Arnold Marquis      |
| Katchemu          | Sam Williams    | Herbert Weicker     |
| Captain Turnbull  | Erik Schumann   | Erik Schumann       |

## Kritiken
Die Rezeption dieser Goslar-Inszenierung war ähnlich wie die zu seinen anderen im südlichen Afrika der 1970er Jahre entstandenen Regiearbeiten bisweilen äußerst negativ. Und wie bei seinem Anschlussfilm Slavers – Die Sklavenjäger wurden auch hier vor allem drei Punkte kritisiert: 1. Die reißerische Machart, 2. Die hemmungslose, selbstzweckartige Brutalität und 3. Ein stets unterschwellig mitschwingender Rassismus. Nachfolgend drei Beispiele:
In der anglo-amerikanischen Publikation The Christopher Lee Filmography heißt es, der Film sei „eine böse, widerliche Geschichte von Rassenhass und Rache“.

„Das einfallslos inszenierte Spektakel wirkt mit seiner Schwarzweißmalerei wie ein Aufruf zum Rassenhaß.“

In Das große Personenlexikon des Films ist in Jürgen Goslars Biografie bezüglicher seiner raubauzigen Afrika-Filme der 1970er Jahre zu lesen: „Erst Mitte der 70er Jahre kehrte er zur Kinoregie zurück, diesmal mit drei international und hochkarätig besetzten, zum Teil recht brutalen Abenteuergeschichten mit exotischem Flair, die jedoch, wie schon seine Arbeiten Anfang der 60er Jahre, beträchtliche handwerkliche wie stilistische und geschmackliche Mängel offenbarten.“